# Žilínský mlýn
Žilínský mlýn v obci Kladná Žilín, místní části Luhačovic v okrese Zlín, je vodní mlýn, který stojí na potoce Kladenka v části Žilín (původní č.p. 10). Od roku 2008 je chráněn jako nemovitá kulturní památka České republiky.

## Historie
Mlýn byl postaven v 18. století v bývalé vsi Žilín. Po roce 2015 byl opraven.

## Popis
Areál mlýna tvoří přízemní obytná budova s mlýnicí a samostatně stojící kovárna. Roubená obytná chalupa s mlýnicí i kovárna jsou jednopatrové. V budově jsou dvě malé obývací prostory; původně zde byla v přední části světnice, pak černá kuchyně s kachlovými kamny a vzadu samotná mlýnice.
Dochovalo se obyčejné i umělecké složení. Na vodní kolo vedla voda od jezu delším náhonem, který se na konci rozšiřoval, a dál do akumulační nádržky. Odtud přes stavidlo vantrokem na vodní kolo a poté odtékala otevřeným odtokovým kanálem zpět do potoka.
Mlýn má celodřevěné vodní kolo na vrchní vodu o průměru přibližně 4,55 metru. V roce 1930 měl 1 kolo na svrchní vodu (hltnost 0,072 m³/s, spád 4,5 m, výkon 2,8 HP).